# PikiePikie
Pikiepikie è un wiki sviluppato in python derivato da PikiPiki, il cui sviluppo è stato definitivamente abbandonato. Il software non necessita di database.